# Barlovento (meteorología)
El término barlovento hace referencia al lugar de donde viene el viento. Es un término marino  que se opone al de sotavento. Así, la expresión a barlovento significa de cara al viento y a sotavento significa de espaldas del viento. F. J. Monkhouse define este término simplemente como el costado de donde sopla el viento. Opuesto a sotavento []. En general, es un término muy utilizado en la geografía física y en topónimos de lugares o regiones orientadas, generalmente por el relieve, hacia los vientos dominantes.